# بادیگارد کیبا (فیلم ۱۹۹۳)
بادیگارد کیبا (ژاپنی: ボディガード牙) (انگلیسی: Bodyguard Kiba) فیلمی ژاپنی در سبک رزمی/اکشن به کارگردانی تاکاشی میکه است که در سال ۱۹۹۳ منتشر شد. از بازیگران آن می‌توان به رن اوسوگی اشاره کرد.